# 霍雷祖
霍雷祖（羅馬尼亞語：Horezu）是羅馬尼亞的城鎮，位於該國中部，距離首府勒姆尼庫沃爾恰43公里，由沃爾恰縣負責管轄，面積117平方公里，海拔高度455米，2009年人口6,689，大多數居民信奉東正教。

## 外部連結
- Awarded "EDEN - European Destinations of Excellence" non traditional tourist destination 2008